# Лара Крофт: Пљачкаш гробница
Лара Крофт: Пљачкаш гробница (енгл. Lara Croft: Tomb Raider) је амерички акционо-авантуристички филм из 2001. године заснован на серији видео-игара Tomb Raider са ликом Ларе Крофт, ког глуми Анџелина Џоли. Међународна копродукција између Сједињених Држава, Уједињеног Краљевства, Јапана и Немачке, режирао га је Сајмон Вест и врти се око Ларе Крофт покушавајући да од Илумината добије древне артефакте.
Филм је објављен 15. јуна 2001. године и добио је генерално негативне критике критичара, иако је Анџелина Џоли похваљена због свог наступа. Филм Пљачкаш гробница је био филм са највећом зарадом током првог викенда. Наставак, Лара Крофт: Пљачкаш гробница – Колевка живота, објављен је 2003. године.

## Радња
Авантуриста Лара Крофт (Анџелина Џоли) поразила је робота у египатској гробници, за коју је откривено да је арена за вежбање у њеном породичном имању, где живи са техничким помоћником Брајсом (Ноа Тејлор) и батлером Хиларијем (Крис Бари). У Венецији, како започиње прва фаза планетарног поравнања, Илуминати траже кључ за поновно спајање половина мистериозног артефакта, „Троугла”, који мора бити завршен до последње фазе, помрачења Сунца. Манфред Пауел (Ијан Глен) уверава кабалу да је артефакт скоро спреман, али да нема представу о његовом месту.
Ларин отац Лорд Ричард Крофт (Џон Војт), дуго нестао и претпоставља се мртав, појављује јој се у сну. Лара се буди на мистериозно откуцавање и проналази необичан сат сакривен унутар имања. На путу да се консултује са очевим пријатељем, Вилсоном (Лесли Филипс), Лара се укршта са Алексом Вестом (Данијел Крејг), америчким сарадником и колегом авантуристом. Лара показује Вилсону сат и он је доводи у контакт са Пауелом. Лара показује Пауелу фотографије сата за које тврди да их не препознаје.
Те ноћи, наоружани командоси упадају у кућу и краду сат доносећи га Пауелу. Следећег јутра стиже унапред договорено писмо Лариног оца, у којем се објашњава да је сат кључ за проналажење половина троугла светлости, древног објекта који има моћ контроле времена. Након што је злоупотреба његове моћи уништила читав град, троугао је одвојен: једна половина била је сакривена у гробници у Ангкор Камбоџи, а друга у срушеном граду смештеном на платоу Укок. Њен отац јој задаје да пронађе и уништи оба дела пре него што Илуминати успеју да искористе моћ Троугла.
У Камбоџи, Лара проналази Пауела, који је унајмио Веста и његове командосе већ у храму. Вест решава део загонетке храма, а Пауел се припрема за уметање сата у тренутку поравнања. Лара, схватајући да се варају, проналази тачну кључаницу; са само неколико секунди, Лара наговара Пауела да јој баци сат. Откључава први део Троугла, а статуе храма оживљавају и нападају уљезе. Вест, Пауел и његови преостали људи беже са сатом, остављајући Лару да порази огромну статуу чувара са шест руку. Она побегне са првим комадом; опорављајући се у будистичком манастиру, она договара састанак са Пауелом.
У Венецији, Пауел предлаже партнерство за проналажење Троугла и обавештава Лару да је њен отац био члан Илумината, и нуди употребу моћи Троугла да га васкрсне; иако невољна, она пристаје да удружи снаге. Лара и Брајс путују са Пауелом, Вестом и вођом Илумината (Ричард Џонсон) у Сибир. Улазећи у гробницу, откривају џиновски ормар, који се активира како се поравнање ближи завршетку. Лара преузима другу половину троугла, а Пауел убија вођу Илумината да би сам обновио Троугао, али половине се неће стопити. Схвативши да Лара зна решење, Пауел убија Веста да би је наговорио да доврши Троугао како би обновила животе Веста и њеног оца. Лара се повинује, али сама преузима Троугао.
У „прелазу” времена, Лара се суочава са сећањем на свог оца који је подстиче да заувек уништи Троугао, а не да му спаси живот. Враћајући се у гробницу, Лара манипулише временом да спаси Веста и убоде Пауела и уништи Троугао. Гробница почиње да се руши и сви беже, осим рањеног Пауела, који открива Лари да јој је убио оца. После борбе прса у прса, она убија Пауела, узима очев џепни сат и бежи из гробнице.
Враћајући се у своје имање, Лара посећује очев споменик и открива да је Брајс репрограмирала робота, а Хилари јој поклања пиштоље које она узима са осмехом.

## Улоге
| Глумац           | Улога              |
| ---------------- | ------------------ |
| Анџелина Џоли    | Лара Крофт         |
| Ијан Глен        | Манфред Пауел      |
| Џон Војт         | Лорд Ричард Крофт  |
| Данијел Крејг    | Алекс Вест         |
| Ноа Тејлор       | Брајс              |
| Ричард Џонсон    | поштовани господин |
| Крис Бари        | Хилари             |
| Џулијан Ринд-Тат | г. Пимс            |
| Хенри Виндам     | аукционар -а       |
| Олегар Федоро    | руски командант    |

## Остали медији

### Наставак
Анџелина Џоли се вратила у наставку Лара Крофт: Пљачкаш гробница – Колевка живота. Иако се на њега гледало као на критично побољшање у односу на претходника, није поновио свој финансијски успех, зарадивши 156 милиона америчких долара у поређењу са претходних 274 милиона америчких долара.

### Рибут
је први пут стекао право на рибут филма 2011. године. У априлу 2016. године, MGM и GK Films најавили су рибут филма у којем глуми Алисија Викандер у улози Ларе Крофт са Раром Утаугом као редитељем. Објављен је 16. марта 2018. године.